# Palazzo di Aynalikavak
Il Palazzo di Aynalikavak è un ex padiglione reale ottomano situato nella mahalle di Hasköy del distretto di Beyoğlu, a Istanbul, in Turchia. Esso venne costruito sotto il regno del Sultano Ahmed I (1603-1617). Nel corso dei secoli è stato oggetto di ampliamenti e modifiche. Esso è sotto la tutela del Dipartimento Turco dei Palazzi Nazionali.